# Прапор Марселя
Прапор Марселя складається з прямокутного білого полотнища зі світло-блакитним хрестом. Звичайна пропорція 2:3. Це прапор для цивільного використання, оскільки на ратуші та в її приміщеннях вивішується лише національний прапор Франції. На човнах він зображений на другорядній щоглі, яка призначена для прапора ввічливості.
Середньовічний прапор міста вже складався з білого полотнища зі світло-блакитним хрестом. Він мав ту особливість, що був старшим за герб.  Хрест був прийнятий як символ хрестових походів, оскільки в той час (11-13 століття) в портах відправлення, призначенням яких була Свята Земля, піднімалися прапори з хрестами як характерний знак безпечних портів.  
Перша документальна згадка про кольори Марселя датується 1254 роком. Йдеться про статут міста, в якому було зазначено використання прапора: «de vexillo cum cruce communis Massilie portando in navibus et de alio vexillo». У 1257 році в угоді, яку місто підписало з Карлом Анжуйським, графом Провансу, було зазначено, що «на суші та на морі, на своїх кораблях, галерах та інших об’єктах вони будуть продовжувати показувати прапор свого муніципалітету звичайним чином і тільки хоругва графа буде вивішена на найпочеснішому місці». 
У 19-му та 20-му століттях цей прапор використовувався марсельською компанією Fabre Line як прапор свого дому. 

## Зовнішні посилання
- Marseille. Flags of the World.